# Sophie av Nederländerna
Sophie av Nederländerna, född 1824, död 1897, var en storhertiginna av Sachsen-Weimar-Eisenach. Gift i Haag 8 oktober 1842 med sin kusin storhertig Karl Alexander av Sachsen-Weimar. Hon var Nederländernas tronarvinge 1890-1897. 

## Biografi
Sophie undervisades som barn av sin far i ämnen som religion, mjölkning, osttillverkning och vävning. Senare blev hon i Weimar ansvarig för att det litterära arvet efter Goethe och Schiller sammanställdes i det så kallade Goethe-Schiller-Archiv. Hon medförde en stor förmögenhet och var mycket aktiv inom välgörenhet. 
Hon grundade ett institut för blinda och döva i Weimar, en flickskola, ett spa för barn (Bad Sulza), ett hem för diakonissor i Weimar, och grundade flera skolor och kyrkor och stiftelser i den fattigaste delen av landet. 
Sophie blev Nederländernas tronarvinge efter sin brors (kung Vilhelm III) död 1890 och stod i tur att ärva tronen ifall hennes brorsdotter skulle avlida. Efter sin äldsta sons död 1894 avslutade hon sitt offentliga liv. Hon avled av hjärtsvikt efter en förkylning.